# Feel Something (canción de Illenium, Excision e I Prevail)
«Feel Something» es un sencillo del DJ estadounidense Illenium, el productor canadiense Excision y la banda estadounidense de metalcore I Prevail. Fue lanzado el 3 de abril de 2020 a través de Astralwerks.

## Antecedentes
En julio de 2019, Illenium y Excision estaban trabajando en un sencillo aún sin título en el estudio, y luego, en septiembre del mismo año, debutaron "Feel Something" durante un set consecutivo en Lost Lands.

## Composición
EDM dijo que la canción "incorpora los lados suaves y pesados de ambos artistas".

## Letra del video
El video lírico se publicó el 3 de abril de 2020 y presentó a Illenium como un fénix y a Excision como un dinosaurio.

## Posicionamiento en lista
| Lista (2020)                                | Posición |
| ------------------------------------------- | -------- |
| Estados Unidos (Hot Dance/Electronic Songs) | 8        |